# أدريان ديباندا
أدريان ديباندا (بالفرنسية: Adrien Dipanda) مواليد 3 مايو 1988 في ديجون، هو لاعب كرة يد فرنسي يلعب كظهير أيمن. يلعب حاليا مع نادي سانت رافاييل لكرة اليد ويحمل الرقم 32. مثل منتخب فرنسا لكرة اليد. شارك في دورة الألعاب الأولمبية الصيفية سنة 2016.

## سجل المنافسة
شارك في البطولات التالية:
- بطولة أوروبا لكرة اليد للرجال 2016
- الألعاب الأولمبية الصيفية 2016

## الميداليات
| الميدالية | المسابقة                       |
| --------- | ------------------------------ |
| فضية      | الألعاب الأولمبية الصيفية 2016 |

## روابط خارجية
- أدريان ديباندا على موقع الاتحاد الأوروبي لكرة اليد (الإنجليزية)
- أدريان ديباندا على موقع الاتحاد الفرنسي لكرة اليد (الفرنسية)
- أدريان ديباندا على موقع اللجنة الأولمبية الدولية (الإنجليزية)
- أدريان ديباندا على موقع أوليمبيديا (الإنجليزية)
- أدريان ديباندا على موقع اللجنة الأولمبية الفرنسية (مؤرشف) (الفرنسية)